# Something to Do with My Hands
"Something to Do with My Hands" é uma canção gravada pelo cantor-compositor norte-americano Thomas Rhett para seu álbum de estúdio epônimo Thomas Rhett (2012). Foi escrita por Thomas Rhett, Lee Thomas Miller, Chris Stapleton e produzida por Jay Joyce. Foi lançado para download digital em 28 de fevereiro de 2012 como primeiro single do projeto.

## Faixas e formatos
| Download digital |                                 |         |  |
| N.º              | Título                          | Duração |  |
| 1.               | "Something to Do with My Hands" | 3:20    |  |

## Recepção
Billy Dukes do Taste of Country, deu a canção três estrelas e meia de cinco, chamando-a de "esperta, mas não assim atrevida que aborreça o gracejo após uma escuta ou três". Kyle Ward do Roughstock, deu a canção três estrelas de cinco, escrevendo que "soa muito sonoramente e a cativante batida e melodia em sua maioria compensam um gancho bastante desajeitado que é o único gênero da obra".

## Vídeos musicais
Dois vídeos musicais foram gravados para acompanhar a canção. O primeiro, dirigido por Justin Key, teve estréia em fevereiro de 2012 acompanhando o lançamento da canção. A segunda gravação audiovisual foi dirigido por Peter Zavadil e estreou em abril seguinte.

## Desempenho nas tabelas musicais
"Something to Do with My Hands" estreou no número 58 da tabela norte-americana Hot Country Songs de acordo com a edição de 18 de fevereiro de 2012. Após sete semanas no gráfico, a canção atingiu o auge na décima quinta posição. Na parada padrão do país, a Billboard Hot 100, sua melhor colocação foi na 93ª posição. O desempenho expandiu-se de país quando a composição entrou na Canadian Hot 100 em 24 de julho de 2012 em sua 90ª situação.
| País / Tabela (2012)                         | Melhor posição |
| -------------------------------------------- | -------------- |
| Canadá (Canadian Hot 100)                    | 90             |
| Estados Unidos (Billboard Hot 100)           | 93             |
| Estados Unidos (Billboard Hot Country Songs) | 15             |

## Histórico de lançamento
| País           | Data                    | Formato          | Gravadora           |
| -------------- | ----------------------- | ---------------- | ------------------- |
| Estados Unidos | 28 de fevereiro de 2012 | download digital | Big Machine Records |